# Rodolfo Biagi
Rodolfo Biagi (ur. 14 marca 1906 w Buenos Aires, zm. 24 września 1969 tamże) – argentyński muzyk i kompozytor tanga argentyńskiego.
Jako pianista występował w kilku orkiestrach m.in. w Juan D'Arienzo od 1935 do 1938. Uważa się, że przyczynił się do wprowadzenia rytmicznego brzmienia tang D'Arienzo. Następnie założył swoją własną orkiestrę. Tworzył utwory w specyficznym, łatwo rozpoznawalnym, rytmicznym stylu.

## Twórczość
Skomponował tango Cruz diablo (słowa Carlos Bahr), vals Amor y vals, Como en un cuento oraz tango Humillación (z Francisco Gorrindo) tanga Gólgota, Magdala oraz Por tener un corazón (z Homero Manzi), milongi Campo afuera oraz Por la güella (z Rodolfo Sciammarella), tango Dejá el mundo como está (z Carlos Marín), tango Oh, mama mía (z Juan Carlos Thorry), tango Indiferencia.